# Heterodontus omanensis
De Heterodontus omanensis is een vis uit de familie van stierkophaaien (Heterodontidae) en behoort derhalve tot de orde van varkenshaaien (Heterodontiformes).

## Leefomgeving
De haai leeft in de tropische wateren van de Grote Oceaan rond het midden van Oman.
Heterodontus francisci · Heterodontus galeatus · Heterodontus japonicus · Heterodontus mexicanus · Heterodontus omanensis · Heterodontus portusjacksoni · Heterodontus quoyi · Heterodontus ramalheira · Heterodontus zebra